# Амашова Дурбан Классик
Амашова Дурбан Классик (англ. Amashova Durban Classic), так же известная как Pick n Pay Амашовашова Классик (англ. Pick n Pay Amashovashova National Classic) — шоссейная однодневная велогонка, проходящая по территории ЮАР в провинцией Квазулу-Натал с 1986 года.

## История
Гонка появилась в 1986 году в результате воплощения Дэйвом Уайзманом и Тони Макмилланом совместной идеи провести велогонку по маршруту всемирно известного легкоатлетического сверхмарафона Comrades Marathon.
С тех пор она проводится ежегодно, что делает её старейшей однодневной велогонкой проводящейся в ЮАР. За всё это время она была отменена только в 1996 году из-за погодных условий и в 2020 году из-за пандемии COVID-19.
Все её издания проходят в рамках национального календаря за исключением 2008 года, когда гонка на один сезон вошла в календарь Африканского тура UCI, с категорией 1.2.
Маршрут гонки по большей части повторяет сверхмарафон The Comrades из Питермарицбурге в Дурбан. До начала 2000-х годов протяжённость дистанции не дотягивала до 100 км. С целью преодолеть эту отметку была изменена начальная часть маршрута которая стала обходить Ашбертон, а общая протяжённость дистанции стала составлять 106 км. Сразу после старта в Питермарицбурге на высоте 650 м начинается сложный 14-километровый подъём до Торнвилля где дистанция достигает своей наивысшей точки в 950 м, после чего возвращается на привычный маршрут в районе Кампердаун. Далее следуют Като-Ридж, Инчанга, Ботас-Хилл. После этого трасса начинает спускаться к Дурбану расположенному на берегу моря где находится финиш гонки. 
Изначально название гонки на протяжении десяти лет было связано с двумя её спонсорами Natal Mercury и Pick 'n Pay. А затем после трёхлетнего перерыва последовало сотрудничество в течение восьми лет уже только с Pick 'n Pay.
В 2000 году организаторы решили подчеркнуть связь гонки с провинцией Квазулу-Натал в которой она проходит. В результате этого в название гонки было добавлено слово Amashovashova или Amashova означающие с зулу — «педалирование или толкающее движение».

## Призёры

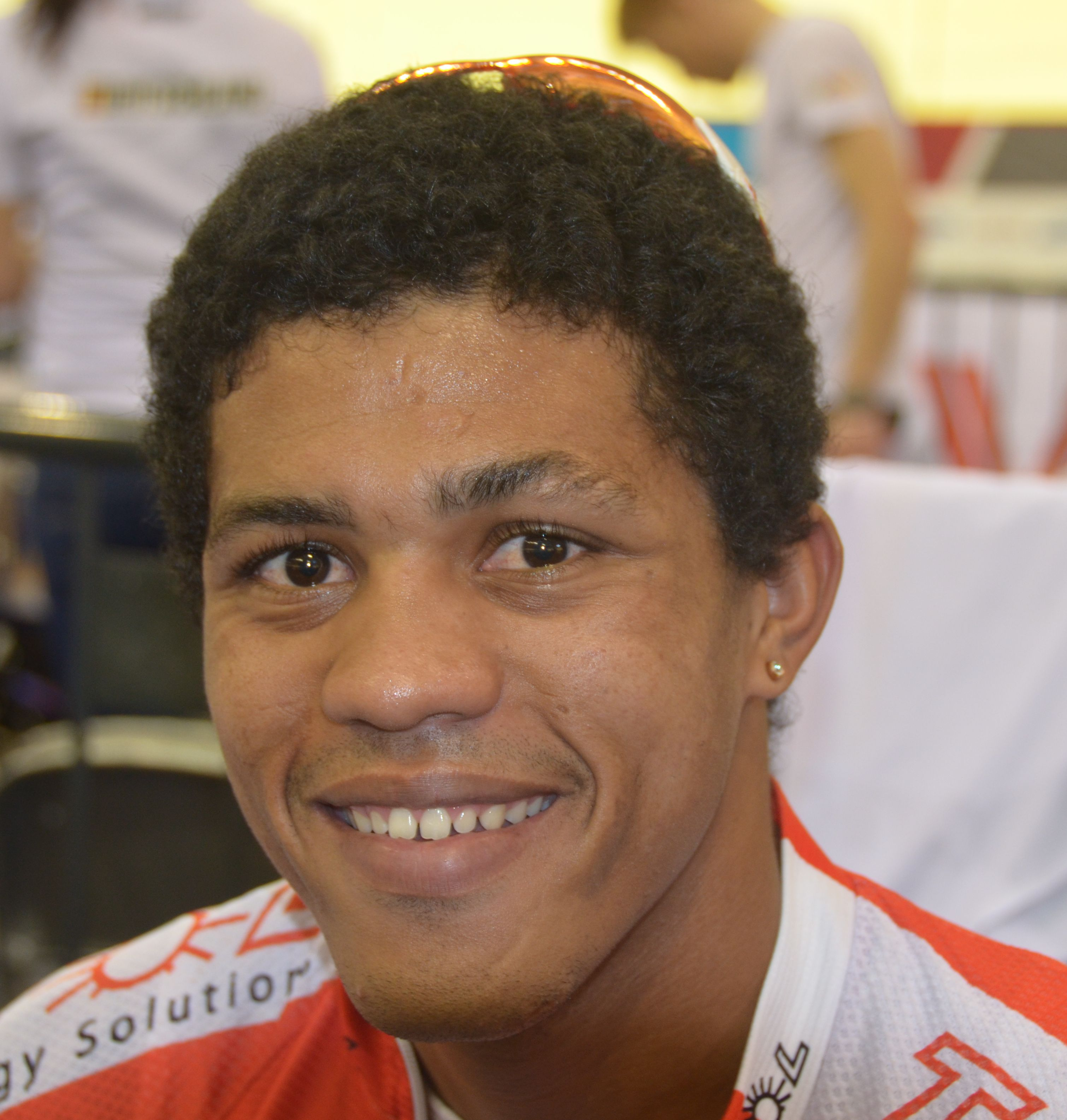
Многократный победитель гонки южноафриканец Нолан Хоффман

| Год  | Победитель          | Второй            | Третий                     |          |
| ---- | ------------------- | ----------------- | -------------------------- | -------- |
| 1986 | Джонни Кун          | Аллан Вулхетер    | Гэри Бенеке                |          |
| 1987 | Джонни Кун          | Ян Ван ден Берг   | Роберт Макинтош            |          |
| 1988 | Вилли Энгельбрехт   | Марк Бенеке       | Роберт Макинтош            |          |
| 1989 | Вилли Энгельбрехт   | Марк Бенеке       | Нил Кростуэйт              |          |
| 1990 | Вилли Энгельбрехт   | Стивен Вулхетер   | Джонни Кун                 |          |
| 1991 | Малькольм Ланге     | Вилли Энгельбрехт | Эндрю Маклин               |          |
| 1992 | Франси Крюгер       | Эндрю Маклин      | Малькольм Ланге            |          |
| 1993 | Вилли Энгельбрехт   | Малькольм Ланге   | Жак-Луис Ван Викк          |          |
| 1994 | Франси Крюгер       | Малькольм Ланге   | Эндрю Маклин               |          |
| 1995 | Малькольм Ланге     | Вилли Энгельбрехт | Николас Уайт               |          |
| 1996 | отменено            | отменено          | отменено                   | отменено |
| 1997 | Родни Грин          | Эндрю Маклин      | Николас Уайт               |          |
| 1998 | Малькольм Ланге     | Дуглас Райдер     | Жак Фуллар                 |          |
| 1999 | Николас Уайт        | Джереми Мартенс   | Малькольм Ланге            |          |
| 2000 | Нейл Макдональд     | Иан Маклеод       | Джеймс Льюис Перри         |          |
| 2001 | Малькольм Ланге     | Роберт Хантер     | Николас Уайт               |          |
| 2002 | Малькольм Ланге     | Роберт Хантер     | Николас Уайт               |          |
| 2003 | Нейл Макдональд     | Иан Маклеод       | Малькольм Ланге            |          |
| 2004 | Жак Фуллар          | Нолан Хоффман     | Антонио Саломе             |          |
| 2005 | Герман Фуше         | Хуан ван Хеерден  | Жак Фуллар                 |          |
| 2006 | Роберт Хантер       | Нолан Хоффман     | Жак Фуллар                 |          |
| 2007 | Кристофф Ван Герден | Герман Фуше       | Дэрил Импи                 |          |
| 2008 | Малькольм Ланге     | Аарон Браун       | Рейнардт Янсе ван Ренсбург |          |
| 2009 | Арран Браун         | Малькольм Ланге   | Кристофф Ван Герден        |          |
| 2010 | Арран Браун         | Малькольм Ланге   | Тайлер Дэй                 |          |
| 2011 | Нолан Хоффман       | Герман Фуше       | Дин Эдвардс                |          |
| 2012 | Йоханн Раби         | Ханко Качелхоффер | Джейсон Бакки              |          |
| 2013 | Нолан Хоффман       | Тайлер Дэй        | Герман Фуше                |          |
| 2014 | Нолан Хоффман       | Мерон Тешоме      | Райан Гиббонс              |          |
| 2015 | Нолан Хоффман       | Клинт Хендрикс    | Вилли Смит                 |          |
| 2016 | Нолан Хоффман       | Тайлер Дэй        | Вилли Смит                 |          |
| 2017 | Нолан Хоффман       | Клинт Хендрикс    | Райан Харрис               |          |
| 2018 | Нолан Хоффман       | Рохан дю Плоуа    | Райан Харрис               |          |
| 2019 | Хендрик Крюгер      | Крис Йусте        | Дилан Гирдлстон            |          |
| 2020 | отменено            | отменено          | отменено                   | отменено |
| 2021 | Тайронн Уайт        | Рис Ван Страатен  | Уоррен Молман              |          |